# Famille von Schönfeld
La famille von Schönfeld, ou Schönfeldt, est une famille de l'aristocratie immémoriale saxonne. Ils sont ministériels au Moyen Âge et leur premier domaine, alors que leur nom s'écrit encore Sconevelt, sont les terres de Schönfeld en Haute-Lusace, où ils construisent un château fort, le château de Schönfeld, aujourd'hui remplacé par un château néorenaissance.

## Histoire
Tammo de Sconeveldt est nommé en 1216 comme protecteur de l'abbaye d'Altzelle et seigneur de terres à Zadel dans le margraviat de Misnie. Un dominus Johannes de Sconeveldt apparaît en 1240 à Neuendorf, Siegfried von Schonvelt est mentionné comme chevalier en 1312.
La famille est divisée en plusieurs branches dont trois importantes, celle de Löbnitz, de Wachau et de Werben, d'après leurs terres et châteaux respectifs. Ceux-ci sont en Lusace, dans la Marche de Misnie, et plus tard dans d'autres parties de Saxe. On peut citer les domaines ou châteaux suivants: Alsleben, Belgershain, château fort de Großkochberg (dans le sud de la Thüringe), Döben, Dippoldiswalde, Ermsleben, Lassow, avec les forteresses de Döbern, Seelhausen, et de Scholitz, Delitzsch, Sausedlitz, Schönwölkau (1533-1659), Tornitz et Wernburg.
Le baron Johann Siegfried von Schönfeld de Wachau, reçoit le titre de comte du Saint-Empire, le 2 juin 1704. Il est sénéchal héréditaire de l'abbaye de Bamberg. Cette branche s'éteint en ligne masculine en 1770, avec la mort de son fils Johann Georg.

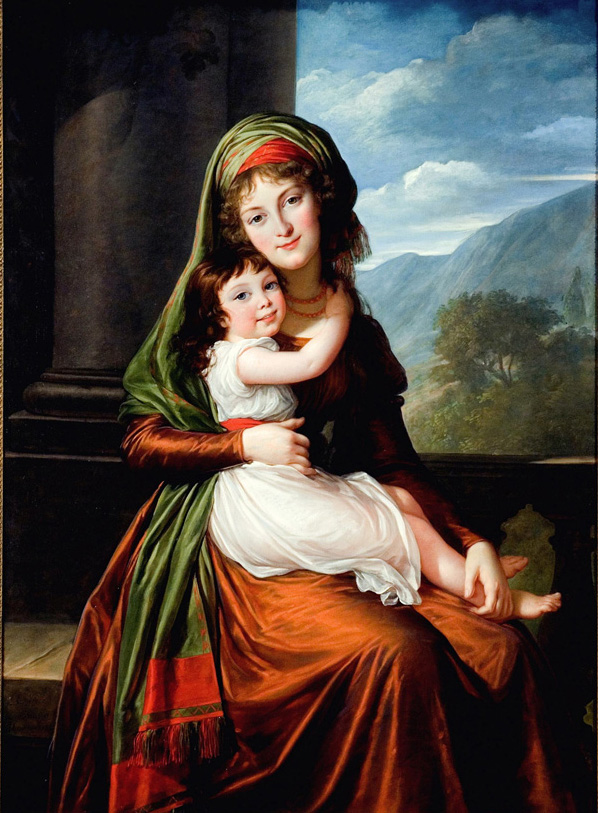
La Comtesse von Schönfeld
avec sa fille, 1793
par Élisabeth Vigée Le Brun
Museum of Art, Tucson

Le baron Johann Hilmar von Schönfeld reçoit le titre de comte de l'Électeur de Saxe en 1788. Il est chambellan et conseiller secret à la cour de Dresde et possède les domaines de Löbnitz, Störmtal et Liebertwolkwitz. Ses descendants sont en Autriche.

## Armes

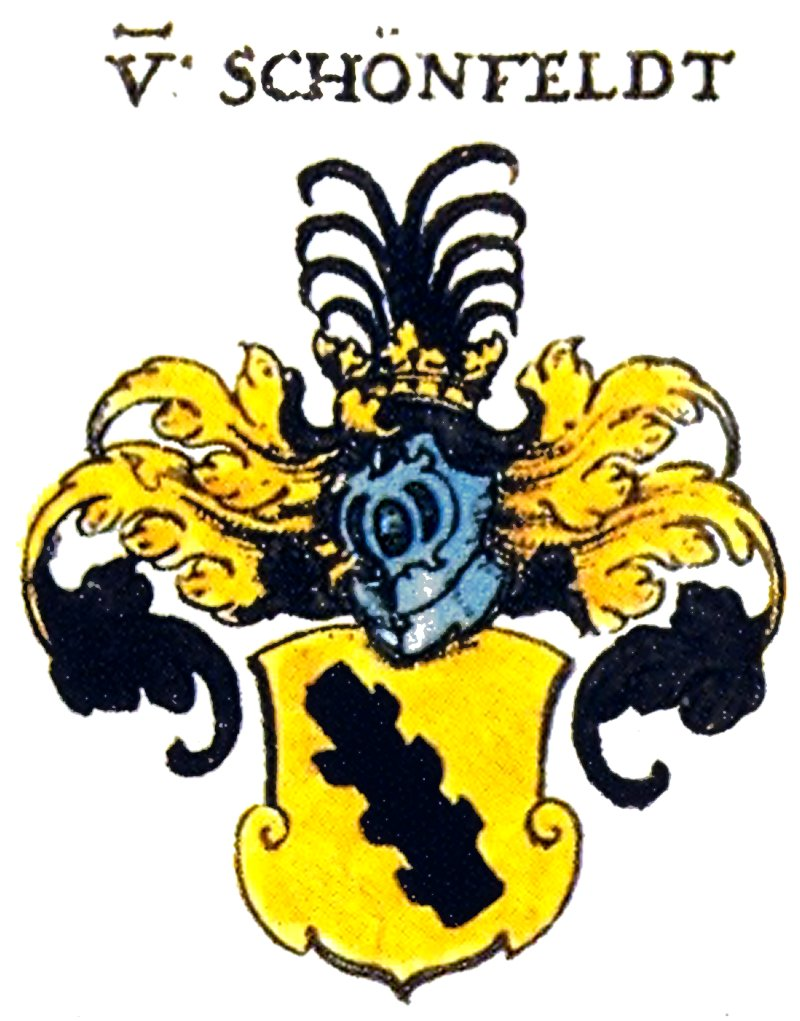
Blason des Schönfeld

Les armes de la famille von Schönfeld se blasonnent ainsi : ...

## Personnalités

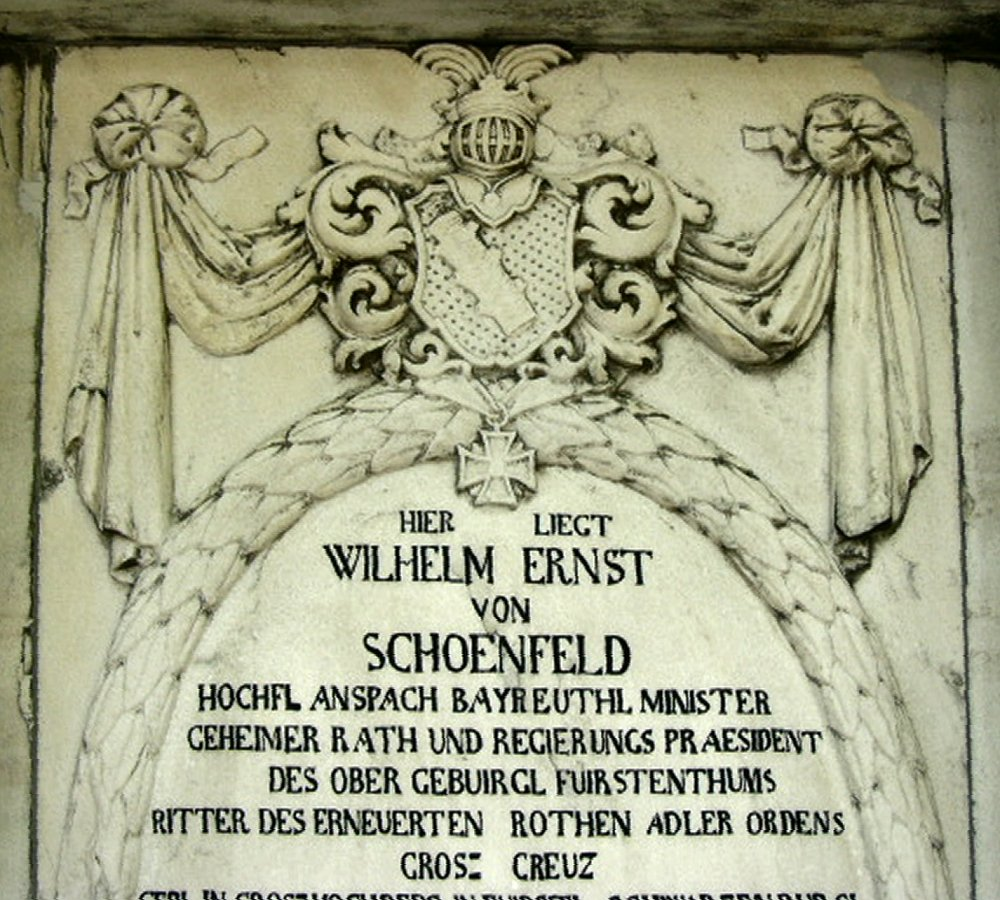
Pierre tombale de Wilhelm Ernst von Schönfeld, chevalier de l'ordre de l'Aigle rouge, au cimetière de Bayreuth

- Johann Theobald von Schönfeld, membre de la société des fructifiants en 1645
- Georg August von Schönfeld (de) (1722-1793), général prussien
- Friedrich Wilhelm von Schönfeld (de) (1730-1805), général prussien
- Nikolaus Heinrich von Schönfeld (de) (1733-1795), général prussien
- Sybil von Schönfeld (née en 1927), journaliste gastronomique allemande et auteur de livres pour enfants
- Wilhelm Ernst von Schönfeld, membre de l'ordre de l'Aigle rouge